# Aeromost Kharkiv
Aeromost Kharkiv — ныне недействующая украинская авиакомпания, базировавшаяся в Харькове. Выполняла пассажирские перевозки по территории Украины.

## История

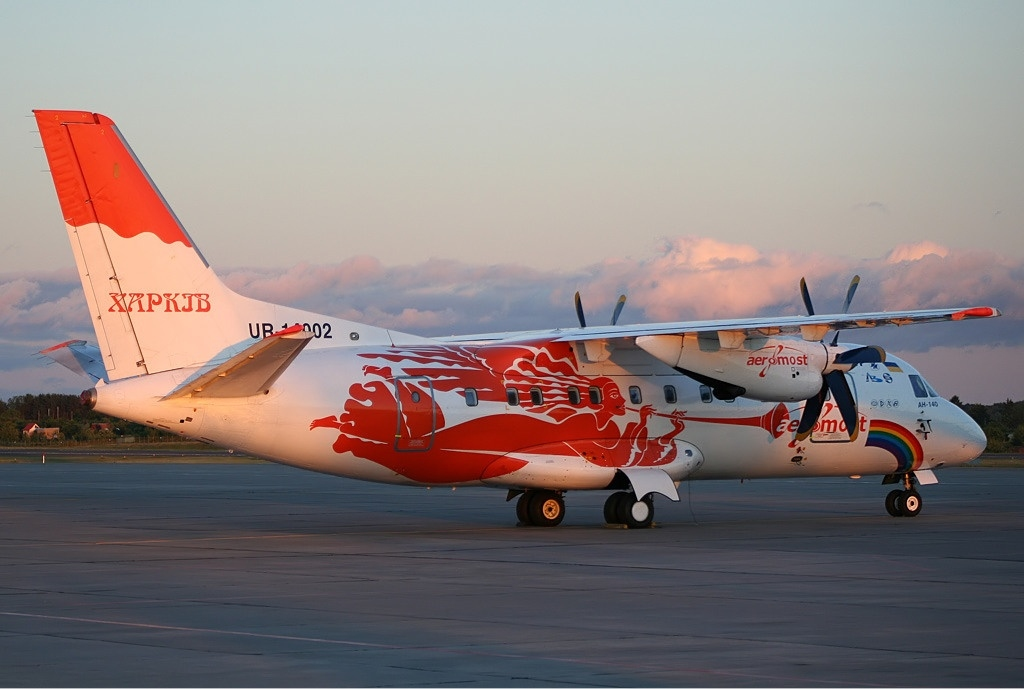
Ан-140 в аэропорту Братиславы

Авиакомпания «Aeromost Kharkiv» основана в 2002 году по инициативе Павла Науменко.
На момент создания во флоте авиакомпании числились 2 самолёта Ан-24, но уже в 2003 году компания начала процедуру обновления парка воздушных судов. Все самолёты Ан-24 были заменены на более новые Ан-140.
Предприятие прекратило свою деятельность в 2007 году.

## Происшествия

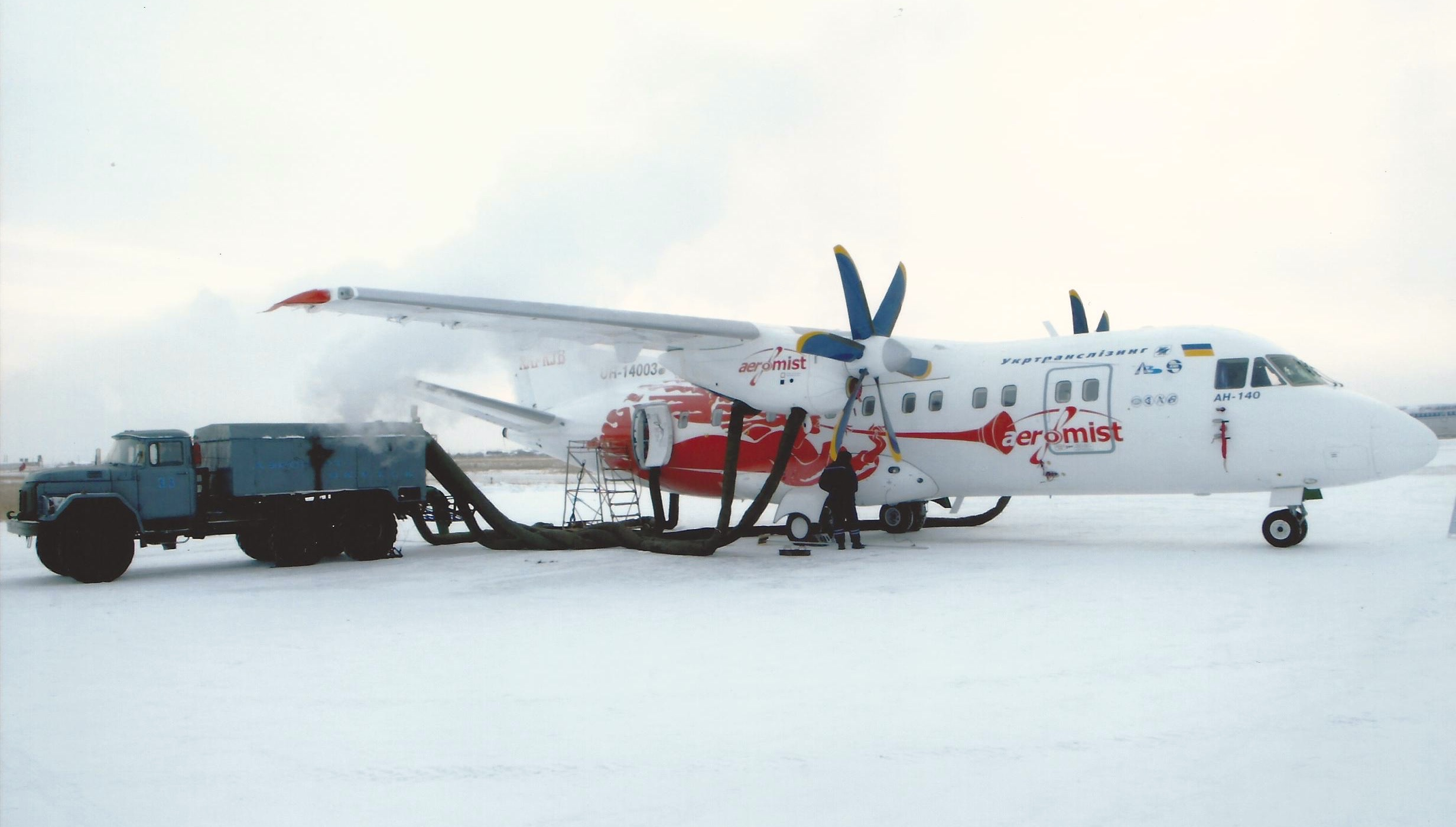
Разбившийся самолёт в аэропорту Жуляны

Самолёт Ан-140 следовал из аэропорта Сокольники Харькова (Украина) в Исфахан (Иран), сделав остановку в Трабзоне (Турция) для дозаправки. Он потерпел крушение в горной местности во время ухода на второй круг при ночном заходе на посадку в международный аэропорт Исфахана, что привело к гибели всех, кто находился на борту.
Пассажирами были российские и украинские специалисты в области авиастроения, в частности, ведущие инженеры и руководство ХАЗа, и официальные лица, которые направлялись в Иран, чтобы участвовать в торжествах по случаю сдачи в эксплуатацию самолёта IrAn-140 — лицензионного варианта украинского Ан-140 — второго выпущенного в Иране в рамках долговременного международного авиационного контракта Украина — Россия — Иран. Все погибшие были непосредственно связаны с организацией производства Ан-140 на Украине, Иране и России.

## Пункты назначения
- Армения

Ереван — Международный аэропорт Звартноц
- Грузия

Батуми — Международный аэропорт Батуми
- Россия

Москва — Международный аэропорт Домодедово
- Словакия

Братислава — Аэропорт им. М. Р. Штефаника
- Украина

Харьков — Харьковский международный аэропорт (Хаб);
Киев — Киевский международный аэропорт